# Biton haackei
Biton haackei är en spindeldjursart som beskrevs av Lawrence 1968. Biton haackei ingår i släktet Biton och familjen Daesiidae. Inga underarter finns listade.